# Autostrada A58

Karte

Die Tangenziale Est Esterna di Milano (TEM; deutsch: Äußere Osttangente von Mailand) ist eine Autobahn im Norden Italiens, die sich vollständig in der Region Lombardei befindet. Die neue Autobahn soll zusätzlich zur bestehenden Osttangente Mailands helfen, die chronisch überlasteten Straßen im Großraum Mailand zu entlasten und den Verkehr besser zu verteilen.

## Das Projekt
Derzeit bildet die A51 die Tangenziale Est (Osttangente), die von der A4 im Norden bis zur A1 im Süden führt. Wegen der chronischen Überlastung der Straßen im Raum Mailand, die besonders im Osten der Stadt bis zu 160.000 Fahrzeuge pro Tag aufnehmen müssen, wurde der Bau einer weiteren Umfahrung immer wichtiger.
Die TEM ist Teil eines Verkehrsprojektes in der Lombardei, zu dem auch die 2014 eingeweihte BreBeMi gehört, die eine direkte Verbindung Mailands mit Brescia sowie dem Raccordo Autostradale Ospitaletto-Montichiari bei Brescia darstellt.
Im Jahre 2002 wurde die Tangenziali Esterne di Milano SpA mit dem Auftrag gegründet, die Pläne für eine neue östliche Stadtumfahrung auszuarbeiten. Im Jahre 2010 waren die Planungen abgeschlossen, im Februar 2011 wurde das endgültige Projekt präsentiert.

Die Gesamtkosten betragen 1,7 Milliarden Euro. 
 Die Bauarbeiten begannen im Jahre 2012 und sollten 2015 abgeschlossen werden, je nachdem, wie weit der Ausbau des BreBeMi und des Raccordo Autostradale ist.
Das prognostizierte Verkaufsaufkommen für die TEM beträgt 70.000 Fahrzeuge.

### Streckenverlauf
Bei der Ortschaft Agrate Brianza im Nordosten Mailands zweigt die TEM von der Autobahn A4 ab und verläuft etwa 15 km östlich der alten Tangenziale in Richtung Süden an Mailand vorbei. Sie passiert die Ortschaften  Gessate, Melzo, Paullo und wird im Südosten der Stadt auf die A1 treffen. Nach der A1 endet die Trasse nach wenigen Kilometern bei Cerro al Lambro.
Die Strecke führt durch insgesamt zwei Provinzen und eine Metropolitanstadt, von Nord nach Süd: Provinz Monza und Brianza, Metropolitanstadt Mailand und Provinz Lodi. 
Insgesamt besitzt die Autobahn 6 Anschlussstellen und kreuzt die drei Autobahnen A1, A4 und A35.
Die TEM wird auf insgesamt 32 km wie folgend ausgeführt:
- in Gräben: 7,3 km
- auf Brücken: 1,9 km
- in Tunneln: 1,2 km[3]

### Verwaltung
Geplant, gebaut und verwaltet wird die TEM von der Tangenziale esterna S.p.A, die die Konzession für 50 Jahre innehat.